# Autry Inman
Robert Autry Inman (* 6. Januar 1929 in Florence, Alabama; † 6. September 1988) war ein US-amerikanischer Country- und Rockabilly-Musiker. Er war Mitglied von Cowboy Copas’ Begleitband und der KWKH Louisiana Hayride.

## Leben

### Kindheit und Jugend
Geboren als Robert Autry Inman in Florence, hatte er schon mit 14 Jahren seine erste Sendung auf dem Radiosender WLAY. Sein zweiter Vorname wird nach einigen Quellen auch „Autrey“ geschrieben. Nachdem er die Schule abgeschlossen hatte, arbeitete er für das Lauderdale Co. Law & Equity Court als Reporter.

### Karriere
Kurz danach begann er in der Begleitband Cowboy Copas’, den Oklahoma Cowboys als Bassist zu spielen. Zudem war er Mitglied von George Morgan’s Candy Kids, wo er bis 1952 Mitglied blieb. 1948 hatte er bei dem kleinen Label Bullet Records erste Platten eingespielt. Für Decca Records nahm Inman 1952 dann insgesamt über 40 Country-Stücke auf. 1953 jedoch wurde seine Karriere durch die Einberufung in die Armee unterbrochen. Nach seiner Entlassung wechselte Inman 1956 zur Rockabilly-Musik, die damals ihren Aufstieg erlebte. Seine erste Rockabilly-Single Be-Bop Baby / It Would Be A Doggone Lie wurde sein bekanntestes Werk, das über Brunswick Records auch in Deutschland veröffentlicht wurde. 1958 wechselte er zu RCA Records, wo er weiterhin eine Reihe von Rockabilly-Titeln veröffentlichte. Auch als Komponist war Inman immer wieder erfolgreich, so wurden seine Songs unter anderem von Waylon Jennings und Hank Williams gecovert.
Nach dem Ende des Rockabilly wechselte Inman wieder zum Country. Bei Sims, Epic und Jubilee, wo er ein Album einspielte, brachte er weiterhin Platten heraus, mit denen er auch zweimal in die Billboard Charts gelangte. Sein Duett mit Bob Luman Ballad Of Two Brothers erreichte Platz 14 der Country Charts. Anfang der 1980er-Jahre wurde Inman wegen Bootlegging verhaftet und musste eine Freiheitsstrafe verbüßen.
Autry Inman verstarb am 6. September 1988 im Alter von 59 Jahren, ein paar Jahre, nachdem er aus der Haft entlassen worden war. Inman wurde in die Alabama Music Hall of Fame aufgenommen.

## Diskographie
| 1948                    | You Gotta Leave Those Guys Alone / It May Be                                | Bullet 682         |
|                         | Double Cross / In My Imagination                                            | Bullet 687         |
| 1953                    | Little One / Once More                                                      | Decca              |
| 1953                    | Happy Go Lucky / ?                                                          | Decca              |
| 1954                    | Finally I’m Free / Don’t Put It Off                                         | Decca 29362        |
| 1955 (?)                | You Said Goodbye / It’s a Shame                                             | Decca              |
| 1956                    | Be-Bop Baby / It Would Be a Doggone Lie                                     | Decca 29936        |
| 1958                    | Dream Boat / Remember the Night                                             | RCA 47-7173        |
| 1958                    | Mary Nell / The Hard Way                                                    | RCA 47-7260        |
| 1960                    | Farther to Go Then I've Been / Taht's All Right                             | United Artists 278 |
| 1961                    | Let’s Take the Long Way Home / Too Blue to Care                             | United Artists 303 |
| 1961                    | Where Do You Go / The Things I Couldn't Offer You                           | United Artists 392 |
| 1968                    | Ballad of Two Brothers (mit Bob Luman) / Don’t Call Me (I’ll Call You)      | Epic               |
|                         | Heartache / ?                                                               | Jubilee 1016       |
|                         | The Volunteer / I Don’t Believe You’ve Met My Baby                          | Jubilee 9018       |
|                         | The Volunteer / Unlucky Am I                                                | Sims 131           |
|                         | Big Sam / My World                                                          | Sims 140           |
|                         | Ballad of John F. Kennedy / World's Worst Letter                            | Sims 170           |
|                         | My Past / You're Welcome Dear                                               | Sims 188           |
|                         | Give Me Forty Acres (To Turn This Rig Around) / Six Rounds of Love and Hate | Sims 219           |
| Unveröffentlichte Titel |                                                                             |                    |
| 1958                    | - Teenage Wonderland                                                        | RCA Victor         |